# ムアンマル・Z.A.
ムアンマル・ザイナル・アシキン（アラビア語: معمر زين العاشقين, ラテン文字転写: Muammar Zainal Asykin）は、インドネシアのカーリー、ハーフィズ。

## 経歴
1980年代にインドネシアのクルアーン朗読コンテスト「ムサバカ・ティラワティル・クルアーン（MTQ）」で優勝した。その才能は故郷のプマラン県で子供の頃から認められ、1962年に7歳で地元の子供たちのクルアーン朗読大会に参加して優勝した。ムアンマルはインドネシアを代表する朗読者であり、その呼吸能力は（世界最長と言われるほど）国際的に有名である。
クルアーンの朗読大会において無数の業績を持っていることで知られている。1967年にジョグジャカルタ州のクルアーン朗読大会（「MTQ」）で優勝し、その後1972年と1973年にインドネシアの全国クルアーン朗読大会でジョグジャカルタ州代表として優勝した。1979年と1986年には国際クルアーン朗読コンクールで優勝し、それを受けて、クルアーン朗読のためにブルネイのイスタナ・ヌルル・イマン、マレーシアの国立宮殿、および中東からも招待を受けた。
2004年にトルコのアイレレル・ギュヌ（IGMG）からもクルアーン朗読のために招待された。2009年にはパキスタンのジャミア・ビノリアから招待された。